# .np
A .np Nepál internetes legfelső szintű tartomány kódja, melyet 1995-ben hoztak létre.

## Második szintű tartománykódok
- com.np – kereskedelmi szervezeteknek.
- org.np – nonprofit szervezeteknek.
- edu.np – oktatási intézményeknek.
- net.np – internetszolgáltatóknak.
- gov.np – kormányzati intézményeknek.
- mil.np – hadseregnek